# つくばみらい市議会
つくばみらい市議会（つくばみらいしぎかい）は、茨城県つくばみらい市に設置されている地方議会である。

## 概要
- 定数：18人
- 任期：4年
- 議長：伊藤正実
- 副議長：中島清和

## 運営

### 会期
つくばみらい市議会の定例会は、毎年3月、6月、9月及び12月に召集され、その他にも必要に応じて臨時会が開催される。

## 政党等
| 政党等     | 議員数 | 議員名                   |
| ---------- | ------ | ------------------------ |
| 無所属     | 14     |                          |
| 公明党     | 2      | 岡本まさひろ、そめや礼子 |
| 日本共産党 | 2      | 間宮みち子、吉川よし枝   |
| 計         | 18     |                          |

（2024年6月1日現在）

## 議員報酬と諸手当
| 役職   | 報酬            | 政務活動費 |
| ------ | --------------- | ---------- |
| 議長   | 月額 42万6000円 | 月額 1万円 |
| 副議長 | 月額 38万4000円 | 月額 1万円 |
| 議員   | 月額 36万2000円 | 月額 1万円 |